# Nachal Šlachim
Nachal Šlachim (hebrejsky: נחל שלחים) je vádí v severní části Negevské pouště, která spadá do pobřežní nížiny, v jižním Izraeli, nedaleko od hranice s pásmem Gazy.
Začíná v nadmořské výšce okolo 150 metrů poblíž vesnice Mabu'im. Směřuje pak k severozápadu mírně zvlněnou a zemědělsky využívanou krajinou, která díky systematickému zavlažování ztratila pouštní ráz. Z východu míjí vesnici Zru'a. Jihozápadně od vesnice Nir Moše se stáčí k západu a jihozápadu. Od jihovýchodu přijímá vádí Nachal Zru'a a Nachal Jošivja. Kříží dálnici číslo 34 a krátce nato ústí zprava do toku Nachal Chanun.